# Katharine Hepburn
Katharine Houghton Hepburn (Hartford, 12 maggio 1907 – Old Saybrook, 29 giugno 2003) è stata un'attrice statunitense, unica ad essersi aggiudicata per quattro volte il Premio Oscar.

firma di Katharine Hepburn

Nella sua carriera, durata più di sessant'anni, recitò in una vasta gamma di generi cinematografici, dalla Screwball comedy ai film drammatici. Ottenne dodici candidature al premio Oscar come migliore attrice, vincendone quattro e risultando la persona con più vittorie in tale categoria nella storia. Nel 1999 l'American Film Institute l'ha classificata al primo posto della classifica delle più grandi attrici del cinema statunitense di tutti i tempi. 
Oltre ai quattro Oscar (record imbattuto), la Hepburn vinse due premi BAFTA, un NYFCC Award, un David di Donatello, una Coppa Volpi alla Mostra del cinema di Venezia e un prix al Festival di Cannes.
(Frank Capra)

## Biografia
Katharine Hepburn nacque a Hartford, capitale del Connecticut, il 12 maggio 1907, seconda di sei fratelli. I suoi genitori furono Katherine Martha Houghton, nativa di Corning (New York), una femminista suffragetta ed impegnata nel sociale, e Thomas Norval Hepburn, urologo, nato in Virginia e discendente di una famiglia britannica, strenuo assertore della profilassi pubblica e della necessità di informare la gente sui rischi delle malattie veneree, argomento del quale all'epoca nessuno parlava. La madre fu a capo dell'associazione statale delle suffragette, sostenitrice della contraccezione e fondatrice, con Margaret Sanger, di Planned Parenthood, associazione per la promozione dell'aborto e della maternità responsabile e pianificata. La stessa Hepburn raccontava, nella sua autobiografia, di aver più volte, da bambina, aiutato la madre nella sua causa, partecipando a varie manifestazioni e distribuendo in giro palloncini con lo slogan "Il voto alle donne".

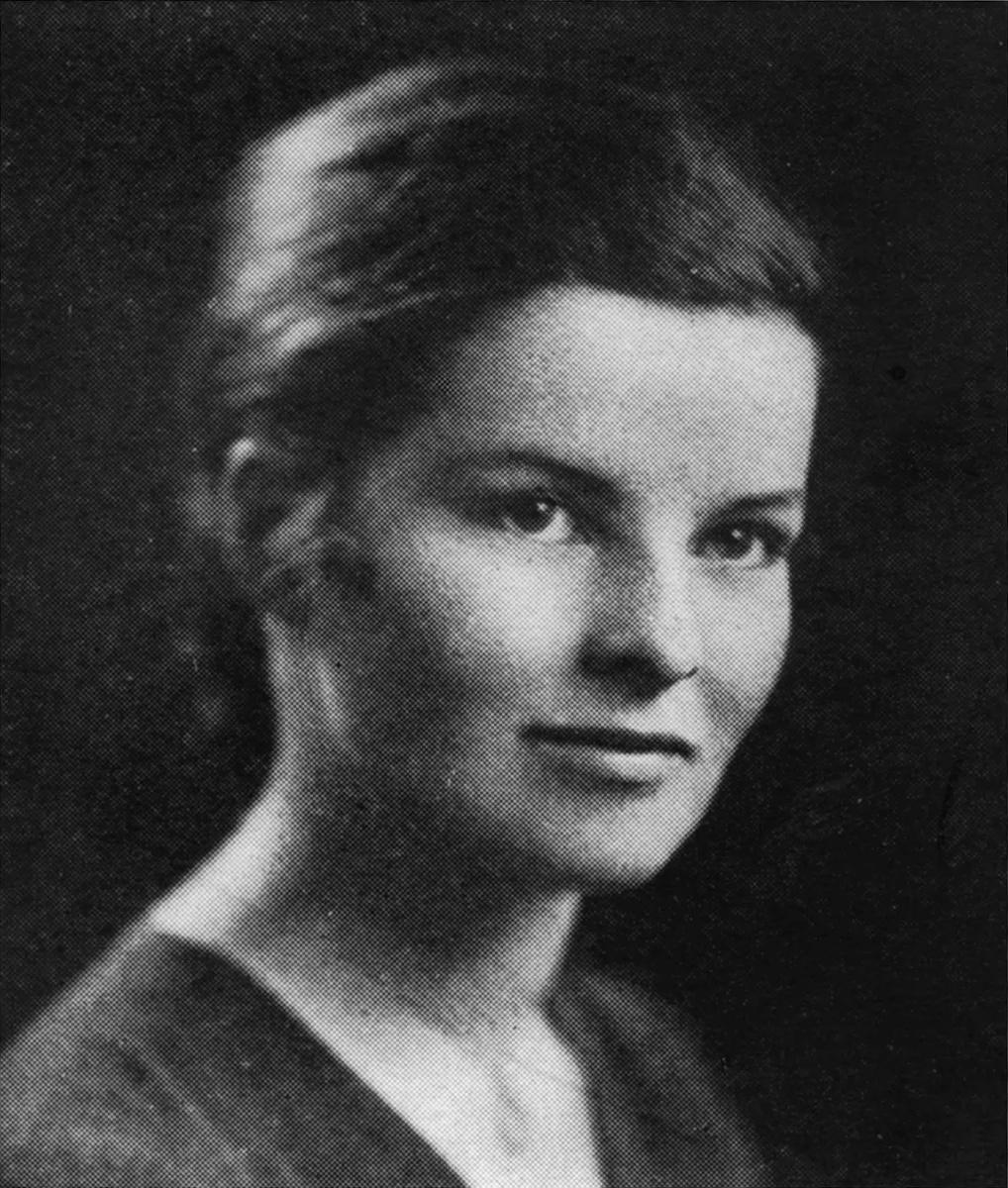
Katharine Hepburn nella foto dell'annuario al Bryn Mawr College (1928). Durante il college, decise di intraprendere la carriera di attrice.

La casa degli Hepburn era, quindi, un ambiente privo di argomenti-tabù, in cui si affrontavano serenamente davanti ai figli argomenti di carattere sociale, politico o di educazione sessuale. Nel corso della sua vita adulta, Katharine Hepburn avrebbe in più occasioni riconosciuto ai suoi genitori il merito di averla fatta crescere libera da pregiudizi, indipendente e con la curiosità di fare sempre nuove esperienze.
Avviata allo sport dal padre, si impegnò nel nuoto, nell'equitazione, nel golf e nel tennis, tra l'altro vincendo la medaglia di bronzo a una gara di pattinaggio artistico al Madison Square Garden di New York e raggiungendo le semifinali di un torneo giovanile femminile di golf del Connecticut. Il suo sport preferito però fu il nuoto: da ragazza aveva l'abitudine di tuffarsi nel freddo specchio di mare di fronte casa sua e non perse l'abitudine di mantenersi in forma nuotando fino agli anni ottanta, come si vede in una scena del film Sul lago dorato (1981).
La sua infanzia fu funestata da un episodio che ebbe conseguenze a lungo termine anche nella sua vita adulta: un giorno trovò il fratello Tom impiccato a una corda pendente da una trave. Sebbene le circostanze facessero pensare al suicidio, i genitori rigettarono questa ipotesi, ritenendo piuttosto che Tom fosse rimasto vittima di qualche esperimento condotto maldestramente e finito tragicamente. Indipendentemente dalla ragione della morte di suo fratello, la Hepburn cadde in depressione e vi rimase per molto tempo, evitando di frequentare i ragazzi della sua età e studiando a casa. Per molti anni usò come propria la data di nascita di Tom (8 novembre) e rivelò la vera data solo nella sua autobiografia Io (tit. or.: Me: Stories of my Life).
Nel 1924 entrò al Bryn Mawr College, che frequentò principalmente per compiacere la madre che aveva studiato lì. Ricordò l'esperienza con antipatia. Era la prima volta che tornava a scuola dopo diversi anni ed era a disagio con i compagni di classe. Lottò contro le regole scolastiche dell'università, venendo sospesa una volta per aver fumato in camera. Si dimostrò portata per la recitazione, ma i ruoli nelle rappresentazioni del college erano subordinati ai risultati scolastici. Una volta migliorati i voti, iniziò a esibirsi regolarmente. Interpretò il ruolo della protagonista in una produzione di The Woman in the Moon nel suo anno da senior. La risposta positiva ricevuta rafforzò i suoi piani di proseguire nella carriera teatrale. Si laureò in storia e filosofia nel giugno 1928.
Al 1928 risale il matrimonio con l'uomo d'affari Ludlow Ogden Smith al quale la Hepburn chiese di invertire il cognome per non essere confusa con la cantante Kathe Smith. Tra alti e bassi il matrimonio andò avanti fino al 1934, anno del divorzio avvenuto in Messico e riformalizzato negli Stati Uniti nel 1942. Nonostante il fallimento del matrimonio, la Hepburn riconobbe sempre al marito il sostegno morale e finanziario datole durante i primi anni della sua carriera di attrice.

### Carriera

#### Gli esordi a teatro
Nel 1928 fece il suo esordio a Broadway nella commedia teatrale Night Hostess, dopo anni di apprendistato nei teatri di Baltimora. Fu poi chiamata a sostituire l'attrice protagonista, licenziata a pochi giorni dalla prima teatrale, di The Big Pond, in scena al Great Neck di New York. La Hepburn si trovò all'improvviso sulla scena e non diede una prova convincente, tanto che fu tolta dal cast e destinata a produzioni minori. Venne poi licenziata poco prima di andare in scena con Art and Mrs. Bottle, ma siccome la produzione non trovò un'altra attrice disponibile, dovette riassumerla. Nel 1932 si fece però notare per la sua interpretazione di Antiope nel dramma The Warrior's Husband, moderna rivisitazione di Lisistrata. La pièce ebbe recensioni favorevoli e di Katharine Hepburn si iniziò a parlare anche a Hollywood, non più solo a New York.

#### I primi anni a Hollywood

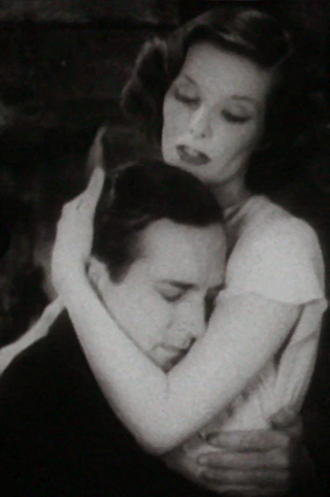
Katharine Hepburn e David Manners in Febbre di vivere (1932)

L'agente hollywoodiano Leland Hayward vide una performance della Hepburn in The Warrior's Husband e le chiese di fare un provino per la parte di Sydney Fairfield in Febbre di vivere, film in produzione alla RKO Pictures. Il regista George Cukor rimase impressionato da quello che vide: «C'era questa strana creatura» ricordò «diversa da qualsiasi cosa avessi mai sentito». Apprezzò particolarmente il modo in cui lei posò un bicchiere: «Ho pensato che ci fosse molto talento in quella azione». Per il ruolo, la Hepburn chiese 1500 $ a settimana, compenso spropositato per un'attrice sconosciuta. Cukor incoraggiò la casa di produzione ad accettare le sue richieste e la giovane attrice firmò un contratto a tempo determinato con una garanzia di tre settimane.
La venticinquenne Hepburn arrivò in California nel luglio 1932. Recitò in Febbre di vivere con John Barrymore, non mostrando alcun segno di soggezione. Anche se lottò per adattarsi alla recitazione cinematografica, rimase affascinata dal settore fin dall'inizio. Il film fu un successo e l'attrice ricevette recensioni positive. Mordaunt Hall del The New York Times definì la performance «eccezionalmente buona» precisando che «la caratterizzazione della sig.na Hepburn è una delle più belle viste sul grande schermo». Dopo il successo di Febbre di vivere, la RKO firmò con l'attrice un contratto a lungo termine e il regista George Cukor strinse una duratura amicizia e un sodalizio professionale con lei (avrebbero girato altri nove film insieme).
Il secondo film della Hepburn fu La falena d'argento, la storia di un'aviatrice e la sua relazione con un uomo sposato. Non fu un successo commerciale, ma le recensioni sulla sua interpretazione furono positive. Regina Crewe scrisse sul New York Journal che, sebbene i suoi manierismi fossero irritanti, «costringono all'attenzione e affascinano il pubblico. È una personalità distinta, definita e positiva». Il terzo film della Hepburn la consacrò come una delle principali attrici di Hollywood: per l'interpretazione dell'aspirante attrice Eva Lovelace, ruolo inizialmente destinato a Constance Bennett, ne La gloria del mattino, vinse il suo primo Oscar alla miglior attrice. La Hepburn aveva visto il copione sulla scrivania del produttore Pandro S. Berman e, convinta di essere nata per interpretare quella parte, insistette per ottenerla. Decise, tuttavia, di non partecipare alla cerimonia di premiazione degli Oscar, scelta che continuerà per tutta la durata della sua carriera, ma fu entusiasta della propria vittoria.

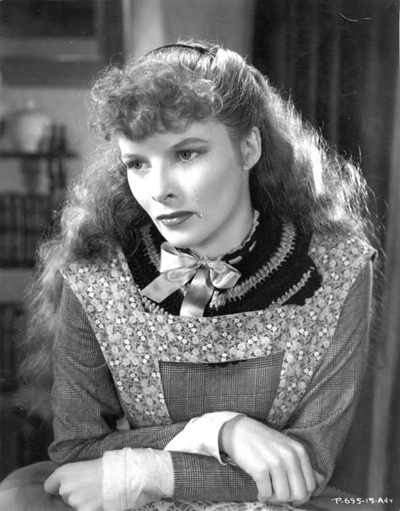
Katharine Hepburn come Jo March in Piccole donne, grande successo dell'epoca, per il quale vinse la Coppa Volpi per la migliore interpretazione femminile.

Il suo successo proseguì con il ruolo di Jo March in un adattamento cinematografico di Piccole donne (1933), diretta ancora una volta da George Cukor. Il film fu un nuovo successo, uno dei più grandi dell'industria cinematografica fino ad allora, e la Hepburn vinse la Coppa Volpi alla 2ª Mostra internazionale d'arte cinematografica di Venezia. Piccole donne fu uno dei film preferiti dell'attrice che rimase sempre orgogliosa della propria performance, affermando in seguito: «Sfido chiunque a essere una Jo brava quanto me».
Alla fine del 1933 Katharine Hepburn era un'attrice cinematografica rispettata, ma desiderava imporsi anche a Broadway. Jed Harris, produttore teatrale che stava attraversando una crisi di carriera, le propose di apparire nello spettacolo The Lake che lei accettò di fare anche con un basso stipendio. Nel frattempo la RKO le chiese di recitare in Argento vivo, nel ruolo di Trigger Hicks, una ragazza di montagna dai modi bruschi. Il film, considerato uno dei suoi peggiori, fu un disastro al botteghino e l'interpretazione dell'attrice ricevette recensioni negative. La Hepburn mantenne una foto di Hicks nella sua camera da letto per tutta la sua vita come ammonimento a mantenere l'umiltà.
L'anteprima di The Lake fu a Washington, dove ci fu una grande vendita di biglietti, ma la Hepburn aveva perso fiducia nella regia di Harris e lottò per proseguire le prove. Nonostante questo, Harris spostò lo spettacolo a New York senza fare ulteriori prove, andando in scena presso il Martin Beck Theatre il 26 dicembre 1933. La Hepburn fu sonoramente stroncata dai critici newyorkesi. Dorothy Parker, all'epoca critico teatrale per il New Yorker, scherzando scrisse la memorabile frase: «Katharine Hepburn è capace di recitare tutta la gamma delle emozioni dalla A alla B».
Già legata a un contratto di dieci settimane, l'attrice dovette sopportare l'imbarazzo del rapido calo delle vendite di biglietti al botteghino. Harris decise di spostare lo spettacolo a Chicago, dicendo all'attrice che l'unico interesse che aveva per lei era il denaro che gli poteva fruttare. La Hepburn rifiutò e pagò Harris 14000 $ per chiudere la produzione. Più tardi definì Harris come «la persona più diabolica che abbia mai incontrato» e sostenne che questa esperienza le insegnò a prendere con maggiore responsabilità la propria carriera.

#### "Veleno per il botteghino"

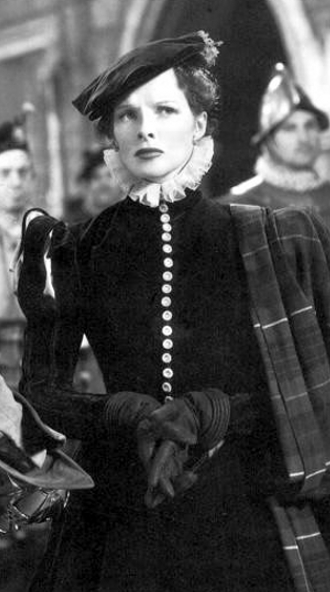
Katharine Hepburn interpreta Maria Stuart in Maria di Scozia (1936)

Dopo il fallimento di Argento vivo e The Lake, la RKO la fece recitare in Amore tzigano (1934) di Richard Wallace, tratto da un romanzo vittoriano di J. M. Barrie, nel tentativo di ripetere il successo di Piccole donne, ma il film fu un flop. Il dramma romantico Quando si ama (1935), con Charles Boyer, ebbe recensioni mediocri e fu un fallimento commerciale. Dopo tre film da dimenticare, la Hepburn tornò al successo con Primo amore (1935) di George Stevens, la storia di una ragazza alla ricerca di affermazione sociale. La Hepburn amava il libro e fu ben felice del ruolo. Il film, tra i favoriti dell'attrice, fu un successo e le valse la seconda candidatura agli Oscar. Ricevette il secondo maggior numero di voti dopo la vincitrice Bette Davis.
In seguito l'attrice recitò in un nuovo progetto di George Cukor, Il diavolo è femmina (1935), in cui lavorò per la prima volta in coppia con Cary Grant. Le furono tagliati corti i capelli poiché il suo personaggio si mascherava come un ragazzo per gran parte del film. La pellicola non piacque alla critica né al pubblico e lei la definì «un fiasco completo». Interpretò Maria Stuart nel film Maria di Scozia (1936) di John Ford, nonostante non fosse interessata al personaggio: «Non mi aveva mai interessato [...], la ritenevo fondamentalmente un'oca. Avrei preferito fare un film su Elisabetta». Il film si rivelò un fiasco al botteghino, anche perché il regista, non convinto del soggetto, se ne disinteressò. Tuttavia la Hepburn ricorda nella sua autobiografia che fece il suo esordio alla regia, dirigendo una piccola parte del film. Seguì Una donna si ribella (1936) di Mark Sandrich, un dramma vittoriano in cui il personaggio della Hepburn sfidava le convenzioni sociali avendo un figlio fuori dal matrimonio: «un'antesignana del femminismo [...], che la Hepburn avrebbe interpretato per onorare le idee della propria madre» scrive Paolo Mereghetti. Anche la successiva commedia Dolce inganno (1937) di George Stevens non ebbe successo, il che significava che aveva recitato in quattro film rivelatisi un flop.
Ai problemi dati da una serie di film impopolari, si aggiunse l'atteggiamento della Hepburn. Ebbe un rapporto difficile con la stampa, con la quale a volte era rude e provocatoria. Si divertiva a spiazzare ammiratori e giornalisti con risposte apparentemente senza senso, che avevano il solo scopo di mettere alla berlina la curiosità di conoscere i particolari della vita privata dei personaggi pubblici. Non rilasciava interviste e si negava alle richieste di autografi, il che le valse il soprannome di "Katharine l'arrogante". Il pubblico rimaneva sconcertato dal suo comportamento e dal suo eccentrico modo di vestire, che la rendevano ulteriormente impopolare.
Sentendo il bisogno di lasciare Hollywood, tornò sull'East Coast a recitare in un adattamento teatrale di Jane Eyre. Malgrado il successo della tournée e incerta sulla sceneggiatura, non volle rischiare il fallimento dopo il disastro di The Lake e decise di non prendere parte allo spettacolo a Broadway.
Verso la fine del 1936, fu una delle molte attrici che ambirono al ruolo di Rossella O'Hara in Via col vento, ma il produttore David O. Selznick si rifiutò di offrirle la parte, perché disse che non aveva sex appeal e perché non riusciva a vedere lei e Rhett Butler inseguirsi per dodici anni.

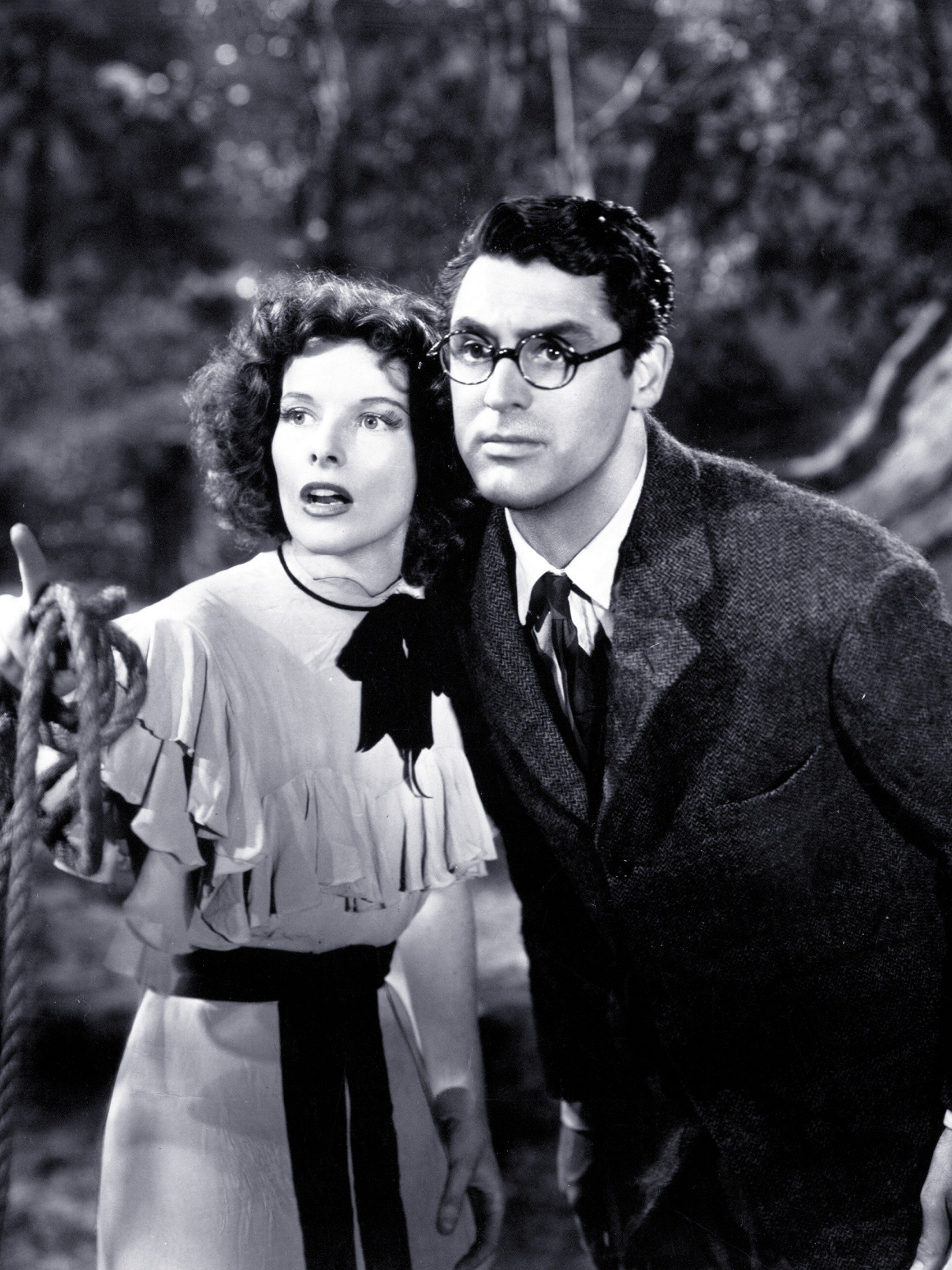
Katharine Hepburn e Cary Grant in una foto pubblicitaria di Susanna!. Il film all'uscita fu un insuccesso, ma adesso è considerato un classico della commedia.

Nel 1937 apparve accanto a Ginger Rogers in Palcoscenico di Gregory La Cava, in un ruolo che rispecchiava la sua vita, quella di una ragazza dell'alta società con l'intenzione di diventare attrice. La Hepburn fu elogiata per la sua interpretazione nel film, che fu candidato come miglior film ai premi Oscar 1938, ma che non fu il successo al botteghino che la RKO aveva sperato. Gli esperti del settore incolparono la Hepburn per il basso profitto, ma lo studio continuò a impegnarsi per far risorgere la sua popolarità.
Fu rilanciata nella screwball comedy Susanna! di Howard Hawks, insieme con Cary Grant e un famoso leopardo addomesticato. La Hepburn si impegnò molto e si fece consigliare sui tempi comici dalla sua costar Walter Catlett. Il film fu acclamato dalla critica, ma risultò comunque infruttuoso al botteghino. Visto che sia il genere di film sia Grant erano molto popolari in quel momento, il biografo A. Scott Berg ritiene che la colpa del flop fosse il rifiuto degli spettatori per l'attrice.
Dopo l'uscita di Susanna!, la Hepburn fu inclusa in un elenco di attori considerati "Veleno per il botteghino". La sua reputazione era al ribasso e quando l'attrice si vide proporre dalla RKO un B-movie di scarse prospettive, rifiutò il ruolo, scegliendo invece di riscattare il proprio contratto per 75000 $. Molti attori avevano paura di lasciare la stabilità dello studio system ma, data la sua ricchezza personale, la Hepburn poteva permettersi di essere indipendente. Nel 1938 girò Incantesimo, prodotto dalla Columbia Pictures, per la terza volta al fianco di Cary Grant. La commedia fu ben accolta dalla critica, ma non riuscì a richiamare molto pubblico. Per la sceneggiatura successiva, la Hepburn si vide offrire un compenso di 10000 $, meno di quanto avesse ricevuto all'inizio della sua carriera cinematografica. Riflettendo su questo cambiamento di sorte, Andrew Britton scrive di lei: «Nessun'altra stella è emersa con maggiore rapidità o con acclamazione più estatica. Nessun'altra stella è diventata così impopolare in maniera così rapida per tanto tempo».

#### La rinascita

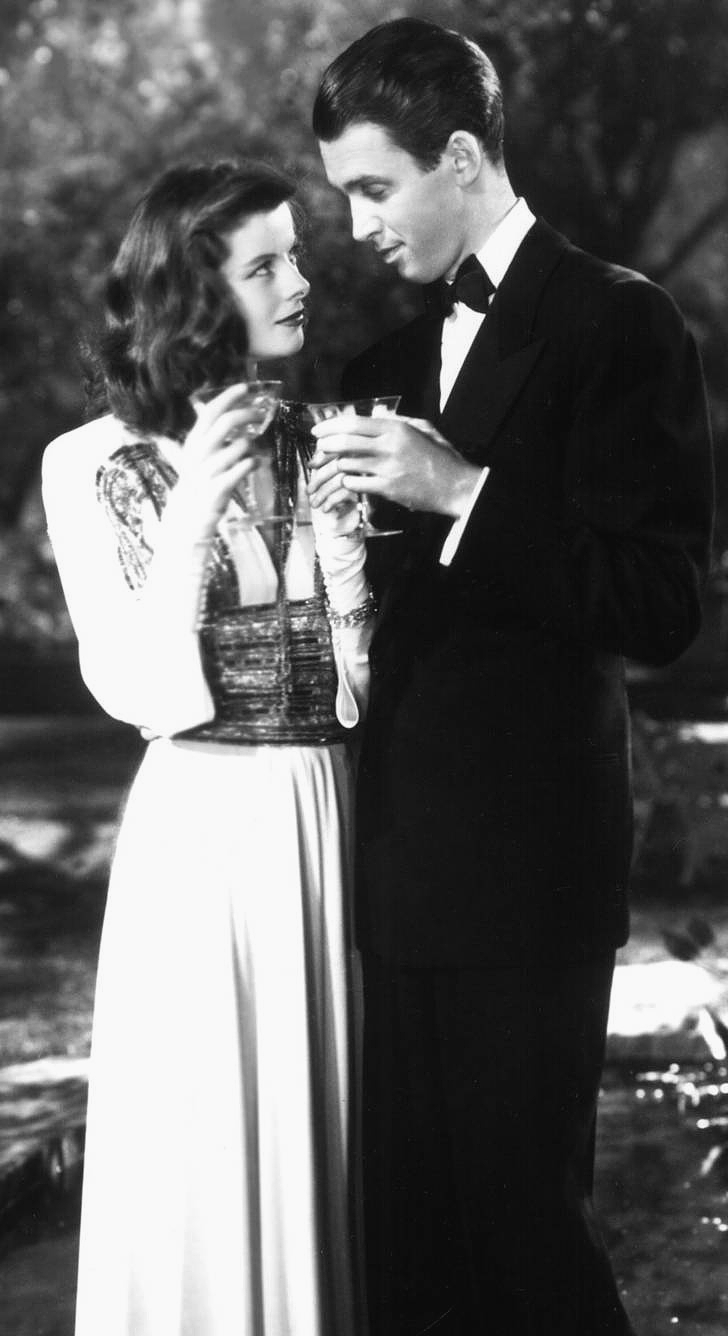
Katharine Hepburn e James Stewart in Scandalo a Filadelfia (1940). L'attrice disse a proposito: «Ho dato la vita e mi ha dato indietro la mia carriera».

A seguito del declino della sua carriera cinematografica, la Hepburn tentò nuove occasioni di rilancio. Lasciò Hollywood per cercare un progetto teatrale e firmò per recitare nella nuova commedia di Philip Barry, Scandalo a Filadelfia. Nello spettacolo interpretava il personaggio della capricciosa ereditiera Tracy Lord, una miscela di umorismo, aggressività, nervosismo e vulnerabilità. Howard Hughes, l'eccentrico ed introverso miliardario partner della Hepburn all'epoca, intuendo che la commedia potesse essere per lei il biglietto di ritorno fra le stelle di Hollywood, le comprò i diritti cinematografici prima ancora dell'esordio sul palcoscenico. La prima tournée di Scandalo a Filadelfia negli Stati Uniti ebbe recensioni positive, e così anche alla rappresentazione del teatro Shubert di New York, il 29 marzo 1939. Fu un grande successo sia a livello critico sia finanziariamente, che proseguì anche con una seconda tournée.
Molte delle più importanti case di produzione avvicinarono la Hepburn per produrre la versione cinematografica della commedia di Barry. Alla fine lei scelse di vendere i diritti alla Metro-Goldwyn-Mayer (MGM) a varie condizioni: interpretare la protagonista, affidare la regia a George Cukor e scegliere i coprotagonisti. Poiché Clark Gable e Spencer Tracy erano entrambi non disponibili, Louis B. Mayer le promise James Stewart e 150000 $ per chiunque altro avesse voluto. L'attrice scelse il suo amico Cary Grant.
Berg, biografo della Hepburn, descrive come il personaggio di Tracy sia stato realizzato perché il pubblico «ridesse di lei, ma che in ultima analisi, simpatizzasse con lei» e che la Hepburn sentì fondamentale per "ricreare" la sua immagine pubblica. Scandalo a Filadelfia fu uno dei più grandi successi del 1940 e cambiò l'atteggiamento del pubblico nei confronti della Hepburn, decretandone il successo per gli anni a venire. Le recensioni dell'epoca dichiararono: «Torniamo indietro Katie, tutto è perdonato», il Variety: «È il film di Katharine Hepburn [...] la storia senza di lei è quasi inconcepibile». La Hepburn fu candidata al terzo premio Oscar alla miglior attrice e vinse il New York Film Critics Circle Award alla miglior attrice protagonista.

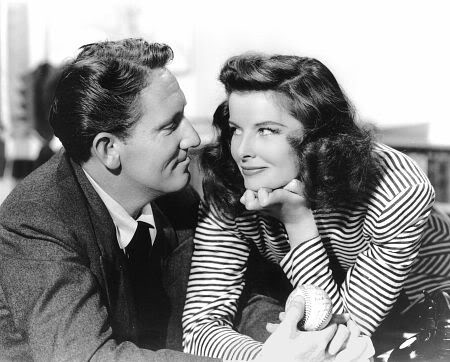
Spencer Tracy e Hepburn in La donna del giorno (1942)

Al film che seguì, La donna del giorno (1942) di George Stevens, è legato l'episodio che segnò una svolta nella vita sentimentale della Hepburn. Un anno prima il regista e produttore Joseph L. Mankiewicz le aveva presentato l'attore Spencer Tracy, che avrebbe dovuto recitare con lei sul set; l'attrice, che quel giorno indossava tacchi alti, lo salutò dicendogli: «Temo di essere troppo alta per lei, signor Tracy…». Mankiewicz intervenne dicendo: «Non preoccuparti, ti accorcia lui». Fu l'inizio di una lunga relazione professionale e personale: essi duettarono (e spesso duellarono) sia sulla scena sia nella vita fino al 1967, anno della morte di lui. Un connubio singolare, la Hepburn atea dichiarata e Tracy che, nonostante tale relazione, non divorziò mai dalla legittima consorte perché cattolico.

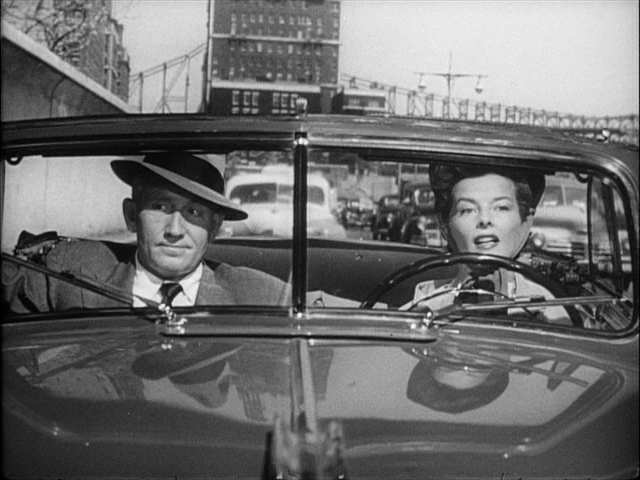
Katharine Hepburn e Spencer Tracy in La costola di Adamo (1949).

Nel 2003, come epitaffio, il Daily Telegraph scrisse: «Katharine e Spencer erano tanto più seducenti quanto più le loro schermaglie verbali erano affilate. Difficile dire se essi trovassero più soddisfazione l'una nell'altro o nella battaglia». Comunque sia, la coppia non convisse mai e condusse vita discreta, perché il pubblico non avrebbe apprezzato una relazione extraconiugale da parte di Tracy, che era sposato ed aveva un figlio affetto dalla sindrome di Usher. Furono nove i film in cui i due apparvero insieme, tra cui La costola di Adamo e Indovina chi viene a cena?, l'ultimo film di Spencer Tracy.
Spencer Tracy non fu l'unico personaggio pubblico con il quale Katharine Hepburn ebbe una relazione. Degli anni trenta è una difficile storia con il miliardario e aviatore Howard Hughes, la cui vita (e la cui relazione sentimentale con l'attrice) sarebbero state messe in scena nel film The Aviator (2004); qui viene interpretata da Cate Blanchett che per il ruolo ha ricevuto un Oscar alla miglior attrice non protagonista. Ebbe anche una breve storia con John Ford, benché tutti siano concordi nell'affermare che l'unica vera storia d'amore sia stata quella con lo stesso Tracy.

#### Gli anni cinquanta

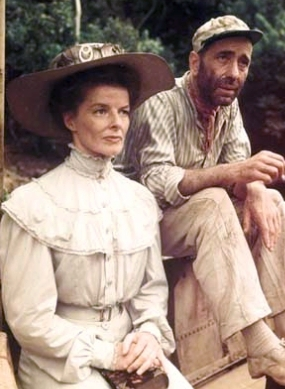
Katharine Hepburn e Humphrey Bogart in La regina d'Africa (1951)

Gli anni cinquanta videro Katharine Hepburn cimentarsi in una serie di sfide professionali, a un'età in cui la maggior parte delle altre attrici cominciava a ritirarsi. Il biografo dell'attrice Scott A. Berg definisce il decennio come «il cuore del suo vasto patrimonio» e il periodo in cui si mise veramente in luce. Nel gennaio del 1950, si avventurò nell'interpretazione di ruoli shakespeariani, portando sulle scene la Rosalinda da Come vi piace. Sperava di dimostrare che poteva interpretare anche ruoli di grande impegno e disse che era «meglio cercare qualcosa di difficile e di possibile insuccesso piuttosto che puntare sempre sul sicuro». Lo spettacolo andò in scena al Cort Theatre a New York e registrò un quasi tutto esaurito per 148 repliche e una successiva tournée. Le recensioni sulla Hepburn furono contrastanti, ma si fece notare come l'unica star hollywoodiana in grado di recitare ruoli di grande impegno sul palcoscenico.
Un'altra celebre interpretazione fu quella di Rose Sayer in La regina d'Africa di John Huston, suo primo film a colori: suo partner sul set fu Humphrey Bogart, nella parte di un capitano tanto coraggioso quanto alcolista, che viene convinto da una missionaria ed attempata zitella (la Hepburn), ad affondare con la sua modesta barca una nave ammiraglia tedesca nelle acque di un lago africano nel 1914. Le riprese del film furono molto laboriose e costellate di problemi, tanto che la Hepburn (come numerosi altri componenti della troupe) si ammalò di dissenteria sul set africano, inconveniente che la svuotò di energie per mesi: in realtà, e a dispetto del fatto di essere la figlia di un urologo, l'attrice aveva bevuto acqua del posto (nonostante le scorte giungessero in bottiglie sigillate); gli unici a restare indenni furono gli stessi Bogart e Huston, entrambi forti bevitori di alcolici. A questo episodio, e all'intera avventurosa lavorazione del film, l'attrice nel 1984 dedicò un libro intitolato La regina d'Africa: ovvero come sono finita in Africa con Bogart, Bacall e Huston e per poco non ho perso la ragione, il cui successo fece di lei un'autrice di best seller a 77 anni. Distribuito alla fine del 1951, il film fu un grande successo di pubblico e di critica e fece guadagnare alla Hepburn la sua quinta candidatura come miglior attrice protagonista ai premi Oscar 1952. Fu il suo primo film di successo ottenuto senza essere affiancata da Spencer Tracy come coprotagonista sin dai tempi di Scandalo a Filadelfia, e ciò dimostrò che poteva gestire anche da sola la propria popolarità.
Di nuovo al fianco di Tracy, la Hepburn recitò poi nella briosa commedia a sfondo sportivo Lui e lei (1952) di George Cukor, scritta appositamente per la coppia da Garson Kanin e Ruth Gordon: entrambi descrissero l'amore per gli sport che la Hepburn mostrava con orgoglio sin dagli anni della prima giovinezza e ne fecero la loro primaria ispirazione per il film, nel quale apparvero brevemente anche veri campioni sportivi dell'epoca; si trattò di uno dei film più popolari e acclamati della coppia Kanin/Gordon, e anche il preferito della Hepburn tra i nove girati insieme a Tracy. La sua performance le fece ottenere una candidatura al Golden Globe per la migliore attrice in un film commedia o musicale.
Nell'estate del 1952 la Hepburn apparve al West End di Londra per lo spettacolo La miliardaria di George Bernard Shaw, che rimase in replica per dieci settimane. I suoi genitori le avevano letto Shaw da bambina, il che rese quella occasione in teatro un'esperienza speciale per l'attrice. Due anni di intenso lavoro l'avevano lasciata esausta, tanto che l'amica Constance Collier scrisse che la Hepburn era «su sull'orlo di una crisi di nervi». Apprezzata, La miliardaria fu portata a Broadway. Nel mese di ottobre di quello stesso anno fu messa in scena al Teatro Shubert, dove nonostante una risposta critica tiepida, lo spettacolo fu sold out per dieci settimane. L'attrice successivamente cercò di ottenere l'adattamento cinematografico del testo teatrale: il copione venne scritto da Preston Sturges e lei stessa si offrì di pagare un regista e di lavorare senza compenso, ma nessuno studio di produzione approvò allora il progetto, anche se nel 1960 ne venne tratto un film diretto da Anthony Asquith e interpretato da Sophia Loren. In seguito l'attrice indicò questa come la più grande delusione della sua carriera.

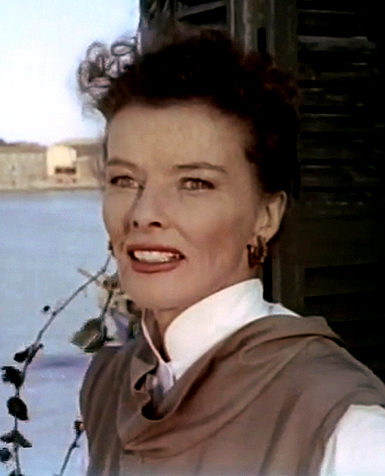
Katharine Hepburn in Tempo d'estate (1955). Il personaggio di Jane Hudson fu uno dei suoi più popolari ruoli da "zitella" degli anni cinquanta.

Lui e lei fu l'ultimo film previsto dal contratto della Hepburn con la MGM, rendendola libera di scegliere i propri progetti. Trascorse due anni a riposarsi e a viaggiare, per poi impegnarsi nel film romantico Tempo d'estate (1955) di David Lean. Girato a Venezia, e con la partecipazione anche di Isa Miranda, racconta la fugace storia d'amore tra una zitella statunitense di provincia, interpretata appunto dalla Hepburn, e un fascinoso ma già sposato antiquario italiano interpretato da Rossano Brazzi. L'attrice disse che lavorare con Lean era stata «un'esperienza affascinante». Su sua insistenza, la Hepburn eseguì una scena in cui doveva cadere in un canale e in seguito a ciò sviluppò un'infezione cronica agli occhi. Il ruolo le fece guadagnare un'altra candidatura agli Oscar ed è citato come uno dei suoi migliori lavori sia per la critica sia soprattutto per il pubblico. David Lean in seguito disse che quello era il preferito tra i film che aveva girato e che la Hepburn era la sua attrice preferita. L'anno seguente la Hepburn trascorse sei mesi in tour in Australia con la compagnia teatrale Old Vic, interpretando Porzia in Il mercante di Venezia, Caterina ne La bisbetica domata, e Isabella ne Misura per misura. Il tour ebbe successo e l'attrice fu applaudita per il suo lavoro.
La Hepburn ricevette un'altra candidatura all'Oscar, per il secondo anno consecutivo, per Il mago della pioggia (1956) di Joseph Anthony, interpretando un ruolo già portato in teatro nel 1953 dalla più giovane Geraldine Page. Anche in questo caso interpretò una romantica zitella che grazie al vibrante personaggio interpretato da Burt Lancaster riscopre l'amore. In quegli anni l'attrice dimostrò una particolare bravura nelle interpretazioni di "zitelle alla ricerca d'amore", apprezzate da pubblico e critica, e affermò che "[nei ruoli di] Lizzie Curry [de Il mago della pioggia], Jane Hudson [di Tempo d'estate] e Rosie Sayer [de La regina d'Africa] Interpretavo me stessa. Non è stato difficile per me impersonare queste donne, perché sono la zia nubile". Il successivo film La sottana di ferro (1957) di Ralph Thomas, con Bob Hope, una rielaborazione della commedia Ninotchka, fu invece un passo falso. La Hepburn interpretò la parte di un pilota sovietico dal cuore di ghiaccio, una performance che Bosley Crowther definì «orribile». Fu un fallimento commerciale e di critica e la Hepburn lo considerò il peggior film sul suo curriculum.
Tracy e la Hepburn tornarono insieme sullo schermo per la commedia La segretaria quasi privata (1957) di Walter Lang, ove vennero affiancati da Joan Blondell, Dina Merrill e Neva Patterson. In quella occasione Berg fece notare che il film era come un ibrido tra i loro precedenti successi delle commedia sentimentali e il nuovo personaggio da zitella interpretato dall'attrice, ma si trattò di un insuccesso al botteghino. Quell'estate la Hepburn tornò a recitare Shakespeare a Stratford, nel Connecticut, all'American Shakespeare Theatre, dove reinterpretò Porzia ne Il mercante di Venezia e portò sulle scene Beatrice di Molto rumore per nulla. Gli spettacoli furono accolti positivamente.

#### Gli anni sessanta

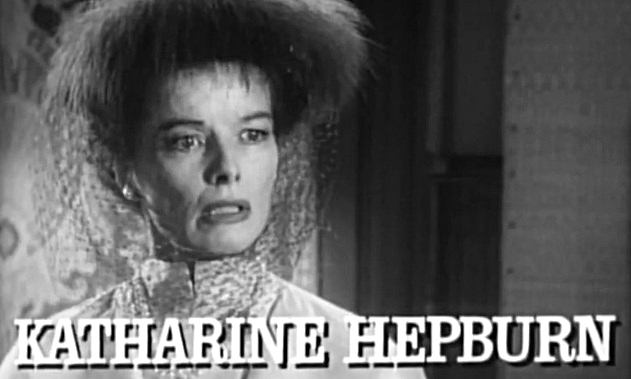
Katharine Hepburn in Improvvisamente, l'estate scorsa (1959).

Dopo due anni di lontananza dagli schermi, la Hepburn recitò nell'adattamento cinematografico del controverso e particolarmente audace, per l'epoca, dramma teatrale di Tennessee Williams Improvvisamente, l'estate scorsa (1959) di Joseph L. Mankiewicz, con Elizabeth Taylor e Montgomery Clift. Il film fu girato a Londra e fu giudicato una «esperienza completamente infelice» per la Hepburn. Si scontrò varie volte con il regista durante le riprese, anche per il modo giudicato irrispettoso con cui veniva trattato Clift, e il tutto culminò con un suo sputo in faccia all'uomo.
Il film fu tuttavia un ennesimo successo e la sua interpretazione della raccapricciante zia Violet Venable le procurò la sua ottava candidatura all'Oscar. Williams era molto soddisfatto della prestazione dell'attrice: «Kate è l'attrice da sogno di un drammaturgo» ammirando come riuscisse a rendere al meglio i dialoghi. Il drammaturgo scrisse per lei anche la piece teatrale La notte dell'iguana, ma l'attrice, sia pure lusingata, sentì di essere fuori parte e la rifiutò (il ruolo fu poi interpretato per alcuni mesi nel 1961 da Bette Davis e nel 1964 al cinema da Ava Gardner).
La Hepburn tornò a Stratford nell'estate del 1960 per interpretare Viola ne La dodicesima notte e Cleopatra in Antonio e Cleopatra. Il New York Post della sua Cleopatra disse che «[la] Hepburn offre una prestazione altamente versatile [...] per i suoi famosi manierismi sempre affascinanti da guardare». La stessa Hepburn era orgogliosa del ruolo. Il suo già notevole repertorio migliorò ulteriormente quando apparve in Il lungo viaggio verso la notte (1962) di Sidney Lumet, trasposizione sul grande schermo della omonima piece di Eugene O'Neill. Fu una produzione a basso budget e l'attrice, pur di parteciparvi, si accontentò di un decimo del compenso stabilito, tuttavia lo definì «una commedia molto bella e il personaggio della madre è tracciato con una tale sensibilità che interpretarlo è veramente una cosa che ispira. [...] Bastava riflettere, concentrarsi e leggere le battute». Pensò pure che la sua performance nel film fosse la migliore della sua carriera. Per questa interpretazione guadagnò un'altra candidatura agli Oscar e vinse il Prix d'interprétation féminine al 15º Festival di Cannes; lo stesso premio, per la categoria maschile, venne assegnato anche ai suoi comprimari Ralph Richardson, Jason Robards e Dean Stockwell, caso fino ad allora unico nella storia del Festival.
Dopo il film di Lumet del 1962, che pur amato dalla critica circolò poco nelle sale, la Hepburn si concesse una consistente pausa dalla carriera e dalle apparizioni in pubblico per prendersi cura di Spencer Tracy, ragione per cui, tra l'altro, non prese parte al film La nave dei folli (1965) di Stanley Kramer, in un ruolo poi assegnato a Vivien Leigh. Infatti non lavorò più fino all'inizio del 1967, quando iniziarono le riprese di Indovina chi viene a cena? di Stanley Kramer, il suo nono film con Tracy. La pellicola, piuttosto audace per l'epoca e molto attesa alla sua uscita, tratta con toni semi-brillanti il tema dell'integrazione razziale e dei matrimoni "misti", e nell'occasione la Hepburn impersonò il ruolo dell'energica madre di Katharine Houghton, della quale, nella vita reale, era la zia. In quel periodo Tracy, già piuttosto anziano, era gravemente malato di cuore, e la Houghton ricordò in seguito che la zia era «estremamente tesa» durante la lavorazione del film: Tracy infatti morì di infarto nel giugno di quell'anno, 17 giorni dopo la ripresa della sua ultima scena.

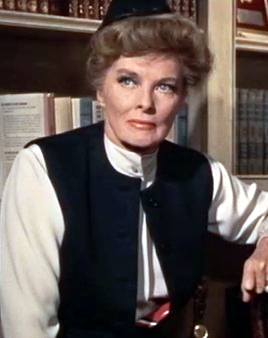
Katharine Hepburn in Indovina chi viene a cena? (1967), per il quale vinse il suo secondo premio Oscar.

Il film segnò il trionfale ritorno sulle scene per la Hepburn e un nuovo grande successo anche per la sua immagine pubblica. Per questa interpretazione vinse il suo secondo premio Oscar alla miglior attrice, 34 anni dopo il primo. L'attrice ha sempre pensato che quella vittoria le sia stata attribuita anche per onorare la memoria di Tracy.
Con sorpresa di molti, l'attrice tornò presto a recitare dopo la morte di Tracy. Ricevette numerose sceneggiature giudicate interessanti, ma scelse di interpretare la regina Eleonora d'Aquitania in Il leone d'inverno (1968) di Anthony Harvey, un ruolo che definì «affascinante» e per il quale si documentò molto per la preparazione del personaggio, vissuto nel XII secolo. Le riprese ebbero luogo presso l'Abbazia di Montmajour nella Francia meridionale, e l'attrice apprezzò l'esperienza al fianco del più giovane collega britannico Peter O'Toole, recatosi di persona in volo a Los Angeles per proporle il film e convincerla a parteciparvi. Entusiasta dell'attrice, con cui avrebbe lavorato ancora nel 1984, il regista disse al termine delle riprese che girare un film con lei era "come andare a Parigi a 18 anni e trovarvi esattamente tutto quello che si era immaginato prima". John Russell Taylor su The Times scrisse che la parte di Eleonora era «la performance della sua carriera» e che aveva dimostrato che era tuttora in «crescita» e «[un']attrice ancora sorprendente».
Il film fu candidato in tutte le principali categorie ai Premi Oscar 1969, e per il secondo anno consecutivo la Hepburn vinse l'Oscar per la migliore attrice (ex aequo con Barbra Streisand per Funny Girl). Per questa interpretazione, in combinazione con la sua performance in Indovina chi viene a cena?, ricevette anche il primo premio BAFTA alla migliore attrice protagonista da parte della British Film Academy. La sua successiva apparizione fu in La pazza di Chaillot (1969) di Bryan Forbes, che venne girato a Nizza subito dopo la fine delle riprese della pellicola di Harvey, e inizialmente con la regia di John Huston, ma fu accolto freddamente tanto dal pubblico quanto dalla critica, che definì il film troppo bizzarro e la Hepburn sostanzialmente fuori parte.
Dal dicembre 1969 all'agosto 1970 la Hepburn recitò nel musical di Broadway Coco, basato sulla vita di Coco Chanel. Ammise che prima di partecipare allo spettacolo non era mai andata a vedere un musical teatrale. Non essendo una grande cantante, prese lezioni di canto sei volte a settimana. Era nervosa ad ogni esibizione e ricordò di essersi domandata spesso "cosa diavolo ci facessi lì." Le recensioni furono mediocri, ma la sua interpretazione venne elogiata e lo spettacolo risultò popolare. In seguito riferì che con Coco le sembrò per la prima volta che il pubblico non fosse contro di lei, ma che in realtà sembrava amarla. Per questo lavoro venne candidata a un Tony Award alla miglior attrice protagonista in un musical.

#### Gli ultimi anni
Negli anni settanta prese parte al western Torna "El Grinta" (1975) di Stuart Millar, nel ruolo di una missionaria quacchera che riesce a ingentilire l'anziano e rude cowboy interpretato da John Wayne. Di quel periodo rimarchevoli furono anche le sue partecipazioni ai film Le troiane (1971) di Michael Cacoyannis, per il quale vinse il premio come migliore attrice del Kansas City Film Critics Circle Awards, e Un equilibrio delicato (1973) di Tony Richardson. Nel 1972 avrebbe dovuto recitare nel film In viaggio con la zia di George Cukor, ma il suo ruolo venne poi assegnato a Maggie Smith. Nel 1976 vinse un Premio Emmy come miglior attrice protagonista per il film televisivo Amore tra le rovine di George Cukor, interpretato insieme a Sir Laurence Olivier. Ottima la sua prova, diretta ancora da Cukor, anche nel film televisivo Il grano è verde (1979), ove ripropose un personaggio reso celebre sul grande schermo nel 1945 da Bette Davis, e per il quale ottenne una ennesima candidatura Premio Emmy per la miglior attrice.
Malgrado le numerose candidature e il record di premiazioni, Katharine Hepburn apparve per la prima volta alla cerimonia degli Academy Awards solo nel 1974, quando era già stata candidata undici volte e premiata tre: si presentò con giacca da camera, pantaloni e dolcevita in segno di protesta contro la falsità di superficie dell'Academy, fu accolta da una standing ovation da parte del pubblico e consegnò il Premio alla memoria Irving G. Thalberg al produttore Lawrence Weingarten. Non avrebbe mai più partecipato alla cerimonia.
Durante un periodo di riposo durato due anni l'attrice vide uno spettacolo a Broadway intitolato Sul lago dorato, tratto da un soggetto di Ernest Thompson, e rimase colpita dalla raffigurazione di una coppia di coniugi anziani che deve far fronte alle difficoltà della vecchiaia. Jane Fonda aveva acquistato i diritti cinematografici per suo padre, l'attore Henry Fonda, e la Hepburn cercò di ottenere il ruolo della coprotagonista, l'eccentrica Ethel Thayer. Sul lago dorato (1981) di Mark Rydell fu un successo commerciale, il secondo film campione di incassi del 1981. Il film le fece vincere un secondo premio BAFTA e il quarto Oscar alla miglior attrice, facendola diventare l'attrice più premiata dall'Academy. Homer Dickens, nel suo libro sulla Hepburn, fa notare che venne ampiamente considerato una vittoria sentimentale: «un omaggio alla sua carriera duratura». Nel 1984, diretta per la seconda volta da Anthony Harvey, recitò accanto a Nick Nolte nel film Agenzia omicidi. La sua ultima apparizione al cinema, in un ruolo non più da protagonista, fu nel 1994 in Love Affair - Un grande amore di Glenn Gordon Caron.
Sempre attiva nel sociale, Katharine Hepburn sostenne molte battaglie civili, principalmente quella sulla pianificazione familiare. Nel 1985 ricevette l'Humanist Arts Award dalle mani del suo amico, e presidente onorario dell'Associazione Umanista Americana, il filantropo Corliss Lamont.

## Vita privata
Oltre al collega e compagno di una vita Spencer Tracy, la Hepburn ebbe anche relazioni sentimentali con Leland Hayward, Howard Hughes e John Ford.
Margaret "Peg" Perry è stata l'ultima sorella di Katharine, morta il 13 febbraio 2006, all'età di 85 anni: lavorò come bibliotecaria a Canton, Connecticut. Robert Hepburn, l'ultimo fratello di Katharine, è morto il 26 novembre 2007: medico come il padre, il dottor Thomas Hepburn, fu a capo del dipartimento di urologia all'Hartford Hospital per più di 30 anni.
La Hepburn affermò che, pur condividendo i principi cristiani, non credeva nella religione o nell'aldilà. Il nonno paterno, Sewell Snowden Hepburn, era un pastore episcopale, ma sul tema della religione l'attrice dichiarò a un giornalista nell'ottobre del 1991:
La Hepburn iniziò ad avere successo proprio in un periodo in cui, con gli uomini partiti per la guerra, nei primi anni ’40, le donne iniziavano ad avere un ruolo più incisivo nella società americana. E lei, con la sua personalità così spiccata e la sua ironia, non poté che esserne un esempio lampante. Nel tempo libero usava indossare pantaloni palazzo a vita alta e camicie da uomo.“Ciò che le donne indossano oggi è stato incommensurabilmente influenzato dalla forza della personalità di Katharine Hepburn e dall’insistenza nell’indossare ciò che voleva“, disse Jean Druesedow, direttrice del Kent State University Museum. “Quel suo precorrere i tempi, indossando spesso e volentieri i pantaloni (ed anche l’allestimento esalta questo suo modo di essere, presentando in maniera ironica e inusuale questi indumenti), e non perdendo nulla in femminilità, ma anzi imponendo una nuova visione anche di questo termine, che sapesse unire e tradurre, anche nel vestire, una sensualità che partisse dalla testa. E tutto ciò si riflette nel modo di vestire, sia nella vita privata, sia in scena dove, pur in situazioni più tradizionali, anche a livello di costumi, si avverte una sua influenza, fosse anche solo nel modo di indossare questi abiti. Vestiti ai quali la Hepburn, dunque, con il suo stile conferiva sempre qualcosa di particolare”.
Il suo anticonformismo e la sua modernità di pensiero si infransero soltanto di fronte al tabù dell'epoca. Fra la carriera e i figli, lei scelse la carriera: «Sarei stata una madre terribile, sono troppo egoista».

### Morte

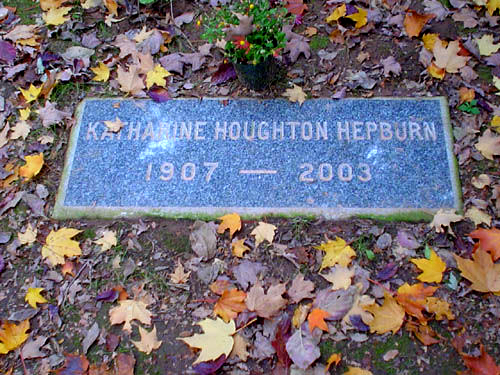
Tomba di Katherine Hepburn

Muore il 29 giugno 2003 all'età di 96 anni, a Old Saybrook, nella casa di famiglia. Nel rispetto delle sue volontà non ricevette funerali religiosi. In suo onore vennero però oscurate per un'ora tutte le luci di Broadway, a ricordo della sua intensa attività teatrale. Venne sepolta nel Cedar Hill Cemetery ad Hartford, sua città natale. Nel 2004, come indicato nel suo testamento, i suoi effetti personali vennero messi all'asta da Sotheby's a New York. Tra di essi, fotografie e un busto di Spencer Tracy, da lei personalmente scolpito, e alcuni dipinti a olio. Il ricavato della vendita, diversi milioni di dollari, fu devoluto a parenti e amici.

## Eredità
In suo onore è stato costruito un teatro a Old Saybrook, in Connecticut (dove la Hepburn visse e morì). Nell'ottobre 2007, la città ricevette un assegno di 200 000 dollari da parte della Commissione del Connecticut per la cultura e il turismo, per il restauro di questo teatro, per un totale di un milione di dollari ricevuto in sovvenzioni per il progetto. Durante la primavera del 2009, il Katharine Hepburn Cultural Arts Center e il teatro sono stati aperti.
L'8 e il 9 settembre 2006, il Bryn Mawr College e l'Alma Mater Hepburn hanno aperto lo Houghton Katharine Hepburn Center, dedicato sia all'attrice che a sua madre. Alla celebrazione d'apertura erano presenti Lauren Bacall e Blythe Danner.
Katharine Hepburn prestò il suo nome ad alcune cause politiche e sociali, in particolare per la pianificazione familiare. Nel 1985 ricevette il "Premio Arte Umanista della Humanist Association", presentato dal suo amico Corliss Lamont.
Per celebrare il 100º anniversario della sua nascita, nel maggio 2007, il canale via cavo Turner Classic Movies ha dedicato una settimana di trasmissioni serali ai suoi film e ai documentari sulla sua vita.

## Filmografia

### Cinema
- Febbre di vivere (A Bill of Divorcement), regia di George Cukor (1932)
- La falena d'argento (Christopher Strong), regia di Dorothy Arzner (1933)
- La gloria del mattino (Morning Glory), regia di Lowell Sherman (1933)
- Piccole donne (Little Women), regia di George Cukor (1933)
- Argento vivo (Spitfire), regia di John Cromwell (1934)
- Amore tzigano (The Little Minister), regia di Richard Wallace (1934)
- Quando si ama (Break of Hearts), regia di Philip Moeller (1935)
- Primo amore (Alice Adams), regia di George Stevens (1935)
- Il diavolo è femmina (Sylvia Scarlett), regia di George Cukor (1935)
- Maria di Scozia (Mary of Scotland), regia di John Ford (1936)
- Una donna si ribella (A Woman Rebels), regia di Mark Sandrich (1936)
- Dolce inganno (Quality Street), regia di George Stevens (1937)
- Palcoscenico (Stage Door), regia di Gregory La Cava (1937)
- Susanna! (Bringing Up Baby), regia di Howard Hawks (1938)
- Incantesimo (Holiday), regia di George Cukor (1938)
- Scandalo a Filadelfia (The Philadelphia Story), regia di George Cukor (1940)
- La donna del giorno (Woman of the Year) regia di George Stevens (1942)
- Prigioniera di un segreto (Keeper of the Flame), regia di George Cukor (1943)
- La taverna delle stelle (Stage Door Canteen), regia di Frank Borzage (1943)
- La stirpe del drago (Dragon Seed), regia di Harold Bucquet e Jack Conway (1944)
- Senza amore (Without Love), regia di Harold S. Bucquet (1945)
- Tragico segreto (Undercurrent), regia di Vincente Minnelli (1946)
- Il mare d'erba (The Sea of Grass), regia di Elia Kazan (1947)
- Canto d'amore (Song of Love), regia di Clarence Brown (1947)
- Lo stato dell'Unione (State of the Union), regia di Frank Capra (1948)
- La costola di Adamo (Adam's Rib), regia di George Cukor (1949)
- La regina d'Africa (The African Queen), regia di John Huston (1951)
- Lui e lei (Pat and Mike), regia di George Cukor (1952)
- Tempo d'estate (Summertime), regia di David Lean (1955)
- Il mago della pioggia (The Rainmaker), regia di Anthony Mann (1956)
- La sottana di ferro (The Iron Petticoat), regia di Ralph Thomas (1956)
- La segretaria quasi privata (Desk Set), regia di Walter Lang (1957)
- Improvvisamente, l'estate scorsa (Suddenly Last Summer), regia di Joseph L. Mankiewicz (1959)
- Il lungo viaggio verso la notte (A Long Day's Journey into Night), regia di Sidney Lumet (1962)
- Indovina chi viene a cena? (Guess Who's Coming to Dinner), regia di Stanley Kramer (1967)
- Il leone d'inverno (The Lion in Winter), regia di Anthony Harvey (1968)
- La pazza di Chaillot (The Madwoman of Chaillot), regia di Bryan Forbes e John Huston (1969)
- Le troiane (The Trojan Women), regia di Michael Cacoyannis (1971)
- Un equilibrio delicato (A Delicate Balance), regia di Tony Richardson (1973)
- Torna "El Grinta" (Rooster Cogburn), regia di Stuart Millar (1975)
- Olly, Olly, Oxen Free, regia di Richard Colla (1978)
- Sul lago dorato (On Golden Pond), regia di Mark Rydell (1981)
- Agenzia omicidi (The Ultimate Solution of Grace Quigley), regia di Anthony Harvey (1985)
- Love Affair - Un grande amore (Love Affair), regia di Glenn Gordon Caron (1994)

### Televisione
- Lo zoo di vetro (The Glass Menagerie), regia di Anthony Harvey – film TV (1973)
- Amore tra le rovine (Love Among Ruins), regia di George Cukor – film TV (1975)
- Il grano è verde (The Corn Is Green), regia di George Cukor – film TV (1979)
- Soli contro tutti (Mrs. Delafield Wants to Marry), regia di George Schaefer – film TV (1986)
- Laura Lansing ha dormito qui (Laura Lansing Slept Here), regia di George Schaefer – film TV (1988)
- L'evaso e la signora (The Man Upstairs), regia di George Schaefer – film TV (1992)
- Un amore senza età (This Can't Be Love), regia di Anthony Harvey – film TV (1994)
- Fiocchi di neve per Buddy (One Christmas), regia di Tony Bill – film TV (1994)

## Teatro

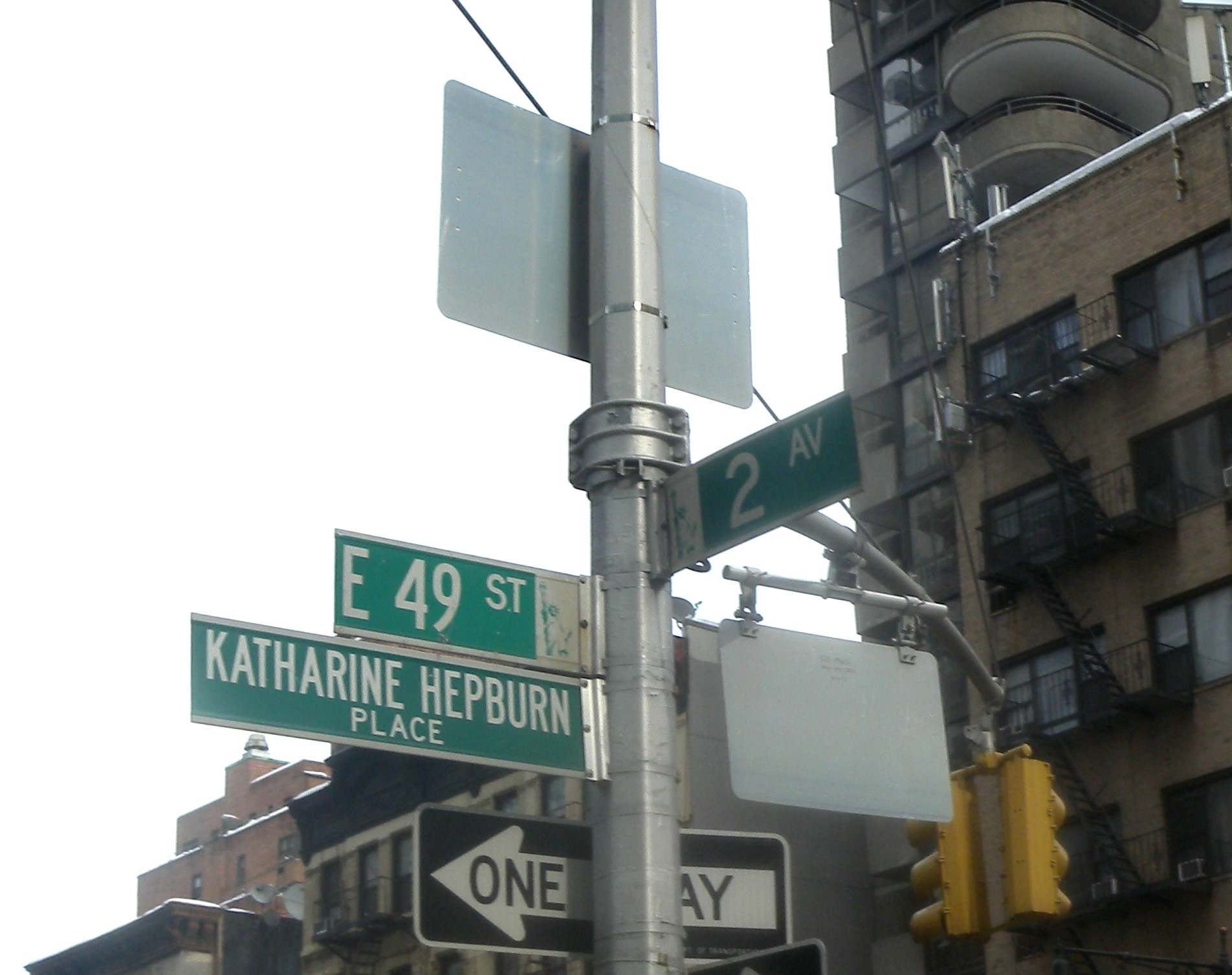
La strada a Los Angeles dedicata a Katharine Hepburn.

- The Czarina, di Edward Sheldon (1928)
- The Cradle Snatchers, di Russell G. Medcraft e Norma Mitchell (1928)
- The Big Pond, di George Middleton and A. E. Thomas, regia di Edwin H. Knopf (1928)
- Night Hostess, di Philip Dunning, regia di Winchell Smith (1928)
- These Days, di Kate Clugston, regia di Arthur Hopkins (1928)
- Holiday, di Philip Barry, regia di Arthur Hopkins (1929)
- Un mese in campagna, di Ivan Turgenev, regia di Rouben Mamoulian (1930)
- A Romantic Young Lady, di Gregorio Martínez Sierra (1930)
- The Admirable Crichton di J. M. Barrie (1930)
- Art and Mrs. Bottle, di Benn Wolfe Levy, regia di Clifford Brooke (1930)
- It's a Wise Child, di Laurence E. Johnson (1931)
- Alias the Deacon, di John B. Hymer e Leroy Clemens (1931)
- The Cat and the Canary, di John Willard (1931)
- Let Us Be Gay, di Rachel Crothers (1931)
- The Man Who Came Back, di John Fleming Wilson (1931)
- The Warrior's Husband, di Julian F. Thompson, regia di Burk Symon (1932)
- The Bride the Sun Shines on, di Will Cotton (1932)
- The Lake, di Dorothy Massingham e Murray MacDonald, regia di Jed Harris (1933)
- Jane Eyre, di Helen Jerome, regia di Worthington Miner (1936)
- The Philadelphia Story, di Philip Barry, regia di Robert B. Sinclair (1939)
- Without Love, di Philip Barry, regia di Robert B. Sinclair (1942)
- Come vi piace, di William Shakespeare, regia di Michael Benthall (1950)
- La miliardaria, di George Bernard Shaw, regia di Michael Benthall (1952)
- La bisbetica domata, di William Shakespeare, regia di Michael Benthall (1955)
- Misura per misura, di William Shakespeare, regia di Michael Benthall (1955)
- Il mercante di Venezia, di William Shakespeare, regia di Michael Benthall (1955)
- Molto rumore per nulla, di William Shakespeare, regia di John Houseman e Jack Landau (1957)
- La dodicesima notte, di William Shakespeare, regia di Jack Landau (1960)
- Antonio e Cleopatra, di William Shakespeare, regia di Jack Landau (1960)
- Coco, musical, regia di Michael Benthall (1969)
- A Matter of Gravity, di Enid Bagnold, regia di Noel Willman (1976)
- The West Side Waltz, di Ernest Thompson, regia di Noel Willman (1981)

## Riconoscimenti
- Premio Oscar
  - 1934 – Miglior attrice per La gloria del mattino
  - 1936 – Candidatura alla miglior attrice per Primo amore
  - 1941 – Candidatura alla miglior attrice per Scandalo a Filadelfia
  - 1943 – Candidatura alla miglior attrice per La donna del giorno
  - 1952 – Candidatura alla miglior attrice per La regina d'Africa
  - 1956 – Candidatura alla miglior attrice per Tempo d'estate
  - 1957 – Candidatura alla miglior attrice per Il mago della pioggia
  - 1960 – Candidatura alla miglior attrice per Improvvisamente, l'estate scorsa
  - 1963 – Candidatura alla miglior attrice per Il lungo viaggio verso la notte
  - 1968 – Miglior attrice per Indovina chi viene a cena?
  - 1969 – Miglior attrice per Il leone d'inverno
  - 1982 – Miglior attrice per Sul lago dorato
- Golden Globe
  - 1953 – Candidatura alla miglior attrice in un film commedia o musicale per Lui e lei
  - 1957 – Candidatura alla miglior attrice in un film drammatico per Il mago della pioggia
  - 1960 – Candidatura alla miglior attrice in un film drammatico per Improvvisamente l'estate scorsa
  - 1963 – Candidatura alla miglior attrice in un film drammatico per Il lungo viaggio verso la notte
  - 1968 – Candidatura alla miglior attrice in un film drammatico per Indovina chi viene a cena?
  - 1969 – Candidatura alla miglior attrice in un film drammatico per Il leone d'inverno
  - 1982 – Candidatura alla miglior attrice in un film drammatico per Sul lago dorato
  - 1993 – Candidatura alla miglior attrice in una mini-serie o film per la televisione per L'evaso e la signora
- Screen Actors Guild Awards
  - 1980: Premio alla Carriera
  - 1995: Candidatura come Migliore attrice in una miniserie o film per la televisione per Fiocchi di neve per Buddy
- BAFTA
  - 1953: Candidatura come Miglior attrice straniera per La regina d'Africa
  - 1956: Candidatura come Miglior attrice straniera per Tempo d'estate
  - 1958: Candidatura come Miglior attrice straniera per Il mago della pioggia
  - 1969: Miglior attrice protagonista per Indovina chi viene a cena? e Il leone d'inverno
  - 1983: Miglior attrice protagonista per Sul lago dorato
- David di Donatello
  - 1968: Miglior attrice straniera per Indovina chi viene a cena? (ex aequo con Faye Dunaway)
- Emmy Award
  - 1974: Candidatura come Miglior attrice protagonista in una serie TV drammatica per Lo zoo di vetro
  - 1975: Miglior attrice protagonista in un programma speciale drammatico o commedia per Amore tra le rovine
  - 1979: Candidatura come Miglior attrice protagonista in una miniserie o un programma speciale per Il grano è verde
  - 1986: Candidatura come Miglior attrice protagonista in una miniserie o un programma speciale per Soli contro tutti
  - 1986: Candidatura come Premio speciale per The Spencer Tracy Legacy: A Tribute by Katharine Hepburn
  - 1993: Candidatura come Premio speciale per Katharine Hepburn: All About Me
- Tony Award
  - 1970: Candidatura come Miglior attrice in un musical per Coco
  - 1981: Candidatura come Miglior attrice protagonista in uno spettacolo per The West Side Waltz
- People's Choice Awards
  - 1983: Attrice dell'anno (ex aequo con Jane Fonda)
  - 1983: Attrice dell'anno
- American Comedy Awards
  - 1989: Premio alla Carriera
- American Movie Awards
  - 1982: Miglior attrice per Sul lago dorato
- Golden Apple Awards
  - 1975: Star dell'anno
  - 1981: Star dell'anno
- Hasty Pudding Theatricals Award
  - 1958: Donna dell'anno
- Kansas City Film Critics Circle Awards
  - 1973: Migliore attrice per Le troiane (ex aequo con Cicely Tyson)
- Laurel Awards
  - 1960: Candidatura come Miglior performance drammatica femminile per Improvvisamente l'estate scorsa
  - 1963: Candidatura come Miglior performance drammatica femminile per Il lungo viaggio verso la notte
  - 1970: Miglior performance drammatica femminile per Il leone d'inverno
  - 1970: Miglior star femminile
  - 1971: Miglior star femminile
- Festival del cinema di Venezia
  - 1934: Miglior interpretazione femminile per Piccole donne

### Altri riconoscimenti
- Hollywood Walk of Fame
  - 1960: Cinema - 6284 Hollywood Boulevard

## Doppiatrici italiane
Nelle versioni in italiano delle opere in cui ha recitato, Katharine Hepburn è stata doppiata da:
- Wanda Tettoni in La gloria del mattino, Scandalo a Filadelfia, Prigioniera di un segreto, La stirpe del drago, Senza amore, Il mare d'erba, Canto d'amore, Lo stato dell'Unione, La costola di Adamo, Lui e lei, Love Affair - Un grande amore
- Anna Miserocchi in Il lungo viaggio verso la notte, Indovina chi viene a cena?, Il leone d'inverno, La pazza di Chaillot, Lo zoo di vetro, Agenzia omicidi
- Vittoria Febbi nei ridoppiaggi di Primo amore, Dolce inganno, La donna del giorno, Prigioniera di un segreto, La stirpe del drago
- Lydia Simoneschi in Maria di Scozia, Palcoscenico, Tempo d'estate, Il mago della pioggia
- Rina Morelli in Piccole donne, La sottana di ferro, La segretaria quasi privata
- Andreina Pagnani in Tragico segreto, La regina d'Africa, Improvvisamente l'estate scorsa
- Gianna Piaz in Un equilibrio delicato, Amore tra le rovine, Il grano è verde
- Cinzia De Carolis nei ridoppiaggi di Piccole donne e Argento vivo
- Maria Pia Di Meo nei ridoppiaggi di Il diavolo è femmina e Susanna!
- Livia Giampalmo nei ridoppiaggi di Incantesimo e Scandalo a Filadelfia
- Lia Orlandini in Susanna!
- Lilla Brignone in Le troiane
- Rosalba Oletta in Torna "El Grinta"
- Isa Bellini in Sul lago dorato
- Alina Moradei in L'evaso e la signora
- Rossella Acerbo in Febbre di vivere (ridoppiaggio)
- Sonia Scotti ne La falena d'argento (ridoppiaggio)
- Aurora Cancian in Amore tzigano (ridoppiaggio)
- Roberta Greganti in Quando si ama (ridoppiaggio)
- Paola Mannoni ne Lo stato dell'Unione (ridoppiaggio)